# Gaspar de Vigodet
José Gaspar de Vigodet, más conocido como Gaspar de Vigodet o bien como aparece en algunos documentos históricos: Gaspar de Bigodé o Bigodet y apodado por sus compañeros de armas como "Vidogo" (Sarrià de Barcelona, 1764 – Madrid, e/ noviembre y diciembre de 1835), fue un militar español que tras su designación como gobernador de Montevideo en 1810 y luego como capitán general y gobernador de las provincias del Río de la Plata en 1811, se convertiría en la máxima autoridad de este virreinato y en su último gobernante colonial.
Sin embargo, su cargo solo fue efectivo en la Banda Oriental, por lo que no fue reconocido en la mayoría del territorio rioplatense, ya que estaba controlado fácticamente por las autoridades de Buenos Aires, y por lo cual organizaría la resistencia realista desde Montevideo, designada como nueva capital por su antecesor, el virrey Elío, hasta que la ciudad fuera sitiada por segunda vez el 20 de octubre de 1812 y cayera en manos patriotas a mediados de 1814.
Posteriormente al llegar a España, sería ascendido al rango de teniente general, y luego comandó la capitanía general de Andalucía en el año 1814 y la de Castilla la Nueva en 1820.
Por sus méritos defendiendo a la Corona española se le concedió la Cruz Laureada de San Fernando y fue nombrado caballero gran cruz de la Orden de Isabel la Católica (1815), caballero gran cruz de la Orden de Carlos III (1816) y caballero gran cruz de la Orden de San Hermenegildo (1818).

## Biografía

### Primeros años y carrera militar en Europa
José Gaspar de Vigodet habría nacido en el año 1764 en Sarrià de Barcelona del Principado de Cataluña que formaba parte de la Corona española.
Como militar participó en el sitio de Gibraltar desde el 30 de agosto de 1782 al 4 de febrero de 1783, siendo ascendido a subteniente el 1.º de enero de este último año, y en la Campaña del Rosellón en 1793.
Fue nombrado segundo comandante en 1806, con el grado de teniente coronel, y poco después fue ayudante de estado mayor del ejército de Andalucía. Durante la Guerra de la Independencia Española intervino en el año 1808 en la batalla de Bailén del 19 de julio y en la de Tudela el 23 de noviembre, y por su accionar en la primera de ellas fue ascendido a coronel.
El día 1 de diciembre del mismo año pasó a la División de vanguardia como su comandante, y participó en el combate de Tarancón el 23 de diciembre, en la batalla de Uclés el 13 de enero de 1809, en la acciones de Mora el 18 de febrero y de Consuegra el 22 del mismo mes. Por sus meritorios servicios fue promovido a mariscal de campo el 16 de marzo de 1810.

### Capitán general y gobernador de las provincias de la Plata

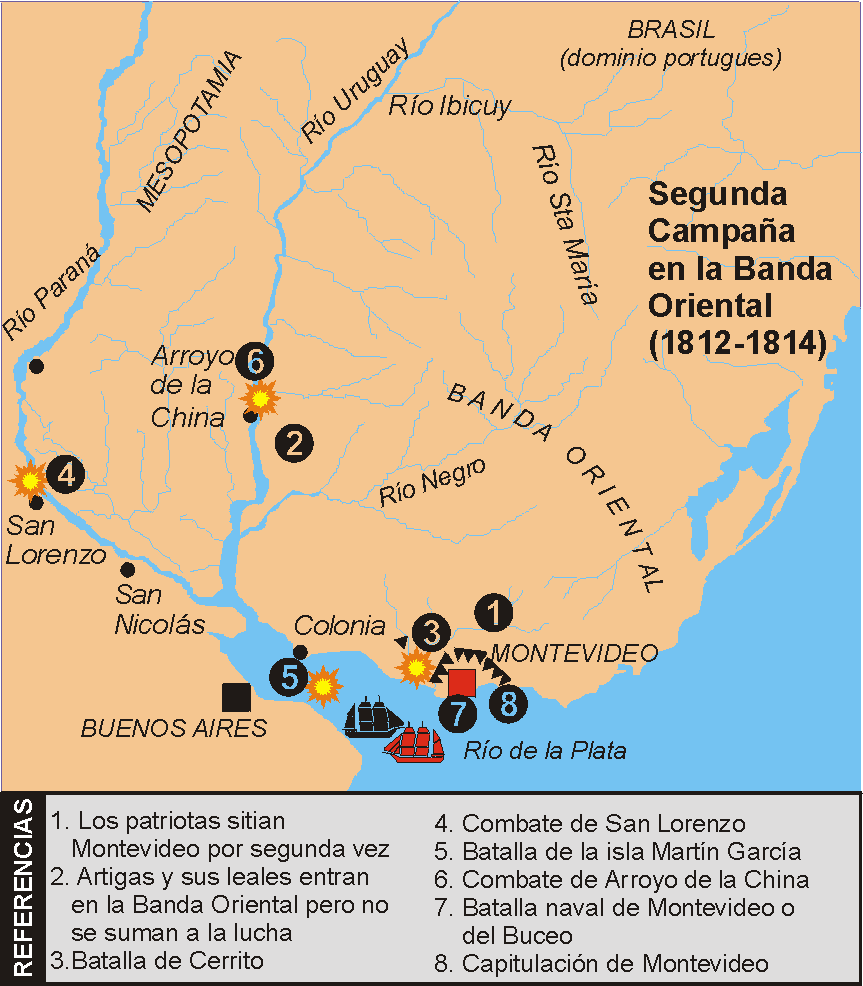

Al poco tiempo era designado gobernador montevideano por el Consejo de Regencia de España e Indias el 7 de septiembre del mismo año, por lo cual, embarcó en la corbeta El Diamante rumbo a Sudamérica y ocupó el puesto al arribar a la ciudad el día 7 de octubre del corriente, que estaba ejercido en forma interina por Joaquín de Soria. Una de sus primeras medidas fue elevar al pueblo de «El Colla» al rango de villa con el nuevo nombre de Rosario, el 15 de octubre del corriente.
Al año siguiente sería asignado en el cargo de capitán general de las provincias de la Plata con sede en Montevideo el 18 de noviembre de 1811, sucediendo al último virrey Francisco Javier de Elío, en la defensa contra los avances de los independentistas rioplatenses. El sitio a que fue sometida la ciudad el 20 de octubre de 1812 lo obligó a intentar una salida pero fue derrotado por completo en la batalla de Cerrito el 31 de diciembre.
Derrotada la Real Armada en el Combate de Martín García por la escuadra patriota dirigida por Guillermo Brown durante la Campaña Naval de 1814 y privado de su apoyo, el sitio se cerró y el general Carlos María de Alvear obligó a negociar la entrega de la ciudad, concretándose finalmente con la firma de la capitulación de Montevideo el 20 de junio de ese año.

### Viaje a España y acuerdos esponsales regios luso-hispanos
Regresó a España a finales de 1814 en donde sería ascendido a teniente general para convertirse en el nuevo comandante de la capitanía general de Sevilla, y el 24 de marzo de 1815 fue nombrado caballero gran cruz de la Orden de Isabel la Católica y como tal representó al Rey en el Brasil para negociar los acuerdos esponsales con la infanta María Isabel de Braganza, además de ejercer mandatos algo difusos en Río de Janeiro, donde intentó perjudicar a Alvear que se había refugiado en esa ciudad, después de su expulsión del Río de la Plata.
Debido a la instigación del teniente general Vigodet que había influido en la reina consorte luso-brasileña Carlota Joaquina de Borbón para que informara a su hermano el rey Fernando VII de la llegada del líder depuesto y de la actitud tomada por su representante en Río —el ministro Andrés de Villalba que estaba en la Corte de aquel país— ya que el coronel-ingeniero Ángel Augusto de Monasterio "el Arquímides de la Revolución de Mayo" al llegar a dicha ciudad, se comunicó por carta con el ministro español para proteger a Alvear de ser deportado a España, pudiéndolo salvar, y por lo cual, Vigodet solo lograría que el monarca remplazase al ministro antes citado.

### Definitivo retorno a Europa y fallecimiento
Una vez en Madrid y por sus méritos, nuevamente fue nombrado caballero gran cruz de la Orden de Carlos III el día 9 de octubre de 1816, y en el año 1818 fue nombrado caballero gran cruz de la Orden de San Hermenegildo, y en el mismo año le sería asignado, pero esta vez la más preciada condecoración militar española, la categoría de Gran Cruz Laureada de la Real y Militar Orden de San Fernando. Posteriormente, fue nombrado capitán general de Castilla la Nueva, en 1820. Al haber sido miembro de la regencia que destituyera al rey Fernando VII, debió exiliarse en Francia en el año 1823.
Al retornar de su exilio en 1834, después de la muerte del Rey, juró en Madrid el acta del nuevo Estatuto Real en las Cortes de la sesión regia promulgada por la regente María Cristina de Borbón-Dos Sicilias, el día viernes 25 de julio del corriente, y al año siguiente en las citadas Cortes, votó unos proyectos el martes 27 de enero, el sábado 7 de febrero y nuevamente el martes 24 de marzo, además de dar un voto positivo el día lunes 4 de mayo y el miércoles 20 del mismo mes, siendo esta última fecha el final de su actividad pública, aunque aparece nombrado en una real orden del 24 de octubre del citado año con el grado de teniente general, por el cual se le adjudicó los "beneficios del doble tiempo de campaña" por consideración a los sacrificios y padecimientos en el Río de la Plata defendiendo a la Corona española como digno militar que fue.
Gaspar de Vigodet fallecería en Madrid entre los meses de noviembre y diciembre de 1835, habiendo ejercido desde 1834 el cargo de prócer del Reino.